# Gás azedo
Gás azedo (na literatura sobre gás natural e petróleo em inglês sour gas) é gás natural ou qualquer outro gás contendo significativa quantidade de sulfeto de hidrogênio (H2S). Gás natural é usualmente considerado "azedo" se há mais que 5,7 miligramas de H2S por metro cúbico de gás natural, o qual é equivalente a aproximadamente 4 ppm em volume. Por outro lado, gás natural que não contenha significativa quantidade de sulfeto de hidrogênio é chamado "gás doce" (sweet gas).
Embora os termos gás ácido e gás azedo sejam usados intercambiavelmente, estritamente falando, um gás azedo é qualquer gás que contenha sulfeto de hidrogênio em quantidades significativas, enquanto um gás ácido é qualquer gás que contém significativas quantidades de gases ácidos tais como dióxido de carbono (CO2) ou sulfeto de hidrogênio. Então, dióxido de carbono é em si um gás ácido, não um gás azedo. Em adição a toxicidade, o sulfeto de hidrogênio na presença de água danifica as tubulações e outros equipamentos operando com gás azedo por fragilização causada por sulfeto. Gás natural pode conter vários ppm de compostos voláteis de enxofre, ma gases de alguns poços tem sido conhecidos por conter 90% de sulfeto de hidrogênio.

## Métodos de "adoçamento"
Dentro de refinarias de petróleo ou plantas de processamento de gás natural, a remoção de compostos organossulfurados e de sulfeto de hidrogênio é referido como "adoçar" (sweetening). Os produtos adoçados perdem o cheiro azedo e fétido de mercaptanas e de sulfeto de hidrogênio. Outro produto é removido pelo processo de "adoçamento" é o sulfeto de carbonila.
Antes do gás natural bruto contendo sulfeto de hidrogênio e/ou dióxido de carbono poder ser utilizado, o gás bruto deve ser tratado para remover as impurezas a níveis aceitáveis, normalmente por um processo de tratamento de gás com aminas. O H2S é principalmente removido, subsequentemente ao subproduto enxofre elementar em um processo Claus ou pode ser tratado em uma unidade de processo WSA onde o subproduto é ácido sulfúrico. Alternativamente, o gás altamente concentrado em H2S, o subproduto da planta de tratamento com aminas, pode ser comprimido por unidades de compressão especificamente projetadas para operar com este gás altamente tóxico e re-injetá-lo no reservatório. Essa solução foi instalada no Sultanato de Omã e foi colocada em operação com sucesso aproximadamente em 1998.